# Халкидская митрополия
Халки́дская, Истие́йская и Се́веро-Спора́дская митропо́лия (греч. Ιερά Μητρόπολις Χαλκίδος, Ιστιαίας και Βορείων Σποράδων) — епархия Элладской православной церкви на территории северной части острова Эвбея и Северных Спорадских островов.

## Епископы
Эвбейские епископы
- Анфим (21 ноября 1833 — 2 августа 1836)
- Неофит (Адам) (21 декабря 1841 — 11 апреля 2013)

Халкидские архиепископы
- Каллиник (Кампанис) (12 октября 1852 — 2 января 1879)
- Христофор (Стаматиадис) (13 февраля 1882 — 31 декабря 1891)
- Евгений (Депастас) (1 августа 1893 — 29 июля 1902)

Халкидские и Каристийские епископы
- Пантелеимон (Кризис) (15 октября 1906 — 4 апреля 1907)
- Хрисанф (Проватас) (13 июля 1907 — 22 октября 1921)

Халкидские митрополиты
- Григорий (Плеятос) (21 декабря 1922 — 29 сентября 1968)
- Николай (Селентис) (24 ноября 1968 — 13 июля 1974)
- Хризостом (Верьис) (14 июля 1974 — 14 ноября 2001)
- Хризостом (Триандафиллу) (с 17 декабря 2001)

## Архиерейские округа (благочиния)
- Халкидос
- Псахнон
- Дирфион
- Истиея
- Эдипсион
- Лиминис
- Киреос
- Нилос
- Скиатос
- Скопелос-Алониссос

## Монастыри
Мужские
- Монастырь Святого Давида Эвбейского[вд]
- Монастырь Святого Георгия Арма[вд]
- Евангелистрия в Скиатосе

женские
- Панагия Макрималли[вд]
- Монастырь Святого Николая Галатаки[вд]
- Святого Георгия в Илиасе
- Святого Николая в Ано-Ватия
- Честного Предтечи в Скопелосе
- Панагия Перивлепту в Политиконе
- Монастырь Святого Иоанна Каливита[вд]
- Евангелистрия в Скопелосе
- Панагия Миртидиотиссис в Палиуре
- Панагия Йорьйоэпикоу[вд]
- Святой Ирины Хрисоваланту в Ровионе